# Elecciones al Parlamento de Cantabria de 2023
Las elecciones al Parlamento de Cantabria de 2023 se celebraron el 28 de mayo de 2023, en el marco de las elecciones autonómicas de España de 2023 en los cuales se eligieron 35 diputados que servirán en la XI legislatura. Fueron las undécimas elecciones al Parlamento de Cantabria y las terceras con Felipe VI como rey. El decreto de convocatoria fue firmado el 3 de abril de 2023 por el entonces presidente Miguel Ángel Revilla.
Los resultados de las elecciones supusieron la victoria del Partido Popular de Cantabria, que aumentó su representación de nueve a quince escaños, quedándose a tres de la mayoría absoluta. En segundo lugar se situó el Partido Regionalista de Cantabria, que empató a ocho escaños con el Partido Socialista de Cantabria, si bien consiguió seiscientos votos más que este. Completó el hemiciclo Vox, que duplicó su número de diputados. Ciudadanos perdió sus tres diputados y se quedó sin representación.

## Sistema electoral
Según la ley electoral de Cantabria, para presentar candidaturas, las agrupaciones de electores deben recoger, al menos, la firma del 1 % de los inscritos en el censo electoral de la circunscripción respectiva, pudiendo cada elector apoyar solo a una agrupación electoral.
En cuanto al número de diputados a elegir, el Estatuto cántabro prevé que el Parlamento se componga de entre 35 y 45 diputados. La ley electoral cántabra desarrolla este apartado estableciendo que el número de diputados a elegir es de 35. Nombrados cada cuatro años mediante el sistema D'Hondt. Los candidatos se presentan en listas cerradas de los partidos políticos, y el voto es directo y secreto, pudiendo votar todos los mayores de 18 años. La ley prevé una única circunscripción, la propia Comunidad. Para obtener representación, es necesario obtener al menos el 5 % de los votos válidos.

## Candidaturas

### Partidos políticos con representación en el Parlamento
| Candidatos                                      |                             |               |
| Partido                                         | Cabeza de lista             | Observaciones |
| Partido Regionalista de Cantabria (P.R.C.)      | Miguel Ángel Revilla Roiz   | [ 8 ]         |
| Partido Popular de Cantabria (PP)               | María José Sáenz de Buruaga | [ 9 ]         |
| Partido Socialista de Cantabria-PSOE (PSC-PSOE) | Pablo Zuloaga Martínez      | [ 10 ]        |
| Ciudadanos-Partido de la Ciudadanía (Cs)        | Félix Álvarez Palleiro      | [ 11 ]        |
| Vox (VOX)                                       | Leticia Díaz Rodríguez      | [ 12 ]        |

### Partidos políticos sin representación en el Parlamento
| Candidatos                                             |                              |               |
| Partido                                                | Cabeza de lista              | Observaciones |
| Podemos - Izquierda Unida (Podemos - IU)               | Mónica Rodero Rodríguez      | [ 13 ] [ 14 ] |
| Ola Cantabria (Ola Cantabria)                          | Juan Ramón Carrancio Dulanto | [ 15 ]        |
| Partido Comunista de los Trabajadores de España (PCTE) | Cristina González Vítores    | [ 15 ]        |
| Partido Animalista Con el Medio Ambiente (PACMA)       | Juana Teresa Álvarez Torrús  | [ 15 ]        |
| Cantabria Distinta (CANTABRIA DISTINTA)                | Carlos Toral Durán           | [ 15 ]        |
| Cantabristas (CANTABRISTAS)                            | Pablo Lobete López           | [ 15 ]        |
| Verdes Equo (EQUO)                                     | Sergio Peña Fernández        | [ 15 ]        |

## Encuestas
| Sondeo                                       | Encuestadora  |            |      |       |       |     |      |     | Otros | En blanco |
| CIS 22 de diciembre de 2022                  | CIS           | Porcentaje | -    | -     | -     | -   | -    | -   | -     | -         |
| CIS 22 de diciembre de 2022                  | CIS           | Escaños    | 5-7  | 10-14 | 10-13 | 0-1 | 3-5  | 0-3 | -     | -         |
| El Mundo 13 de febrero de 2023               | Sigma Dos     | Porcentaje | 31,8 | 33,4  | 18,1  | 1,8 | 7,9  | 5,4 | 1,6   | -         |
| El Mundo 13 de febrero de 2023               | Sigma Dos     | Escaños    | 12   | 12    | 6-7   | 0   | 2-3  | 2   | -     | -         |
| The Objective del 9 al 14 de febrero de 2023 | Metroscopia   | Porcentaje | 23,4 | 34,9  | 20,6  | 1,2 | 9,5  | 5,6 | -     | -         |
| The Objective del 9 al 14 de febrero de 2023 | Metroscopia   | Escaños    | 9    | 13-14 | 8     | 0   | 3-4  | 0-2 | -     | -         |
| elDiario.es del 11 al 18 de abril de 2023    | Simple Lógica | Porcentaje | 23,7 | 34    | 20,2  | 2,4 | 11,2 | 5,8 | 1,7   | -         |
| elDiario.es del 11 al 18 de abril de 2023    | Simple Lógica | Escaños    | 9    | 12-13 | 7-8   | 0   | 4    | 2   | -     | -         |
| CIS del 10 al 26 de abril de 2023            | CIS           | Porcentaje | 19,2 | 31,8  | 22,2  | 2,3 | 11,9 | 8,6 | 4     | -         |
| CIS del 10 al 26 de abril de 2023            | CIS           | Escaños    | 6-7  | 12-13 | 8-9   | 0   | 4-5  | 2-3 | 0     | -         |
| Vozpópuli del 25 al 27 de abril de 2023      | Metroscopia   | Porcentaje | 22,5 | 37,1  | 19,8  | -   | 9,4  | 5,5 | -     | -         |
| Vozpópuli del 25 al 27 de abril de 2023      | Metroscopia   | Escaños    | 8-9  | 14-15 | 7-8   | 0   | 3-4  | 2   | -     | -         |
| ABC del 26 al 27 de abril de 2023            | GAD3          | Porcentaje | 21,9 | 33,3  | 20,9  | 1   | 14,3 | 5,2 | -     | -         |
| ABC del 26 al 27 de abril de 2023            | GAD3          | Escaños    | 8-9  | 12-13 | 8     | 0   | 5    | 0-2 | -     | -         |

## Jornada electoral
La jornada electoral comenzó a las 8:00 de la mañana con la constitución de las 831 mesas electorales en sus sedes por parte de los presidentes de mesa, vocales y suplentes, la presentación de los interventores de los partidos políticos y la constatación de la presencia de todos los elementos necesarios para la votación. Tras levantarse el acta de constitución de mesa, a las 8:30 horas, los colegios electorales abrieron sus puertas a las 9:00 de la mañana para que los ciudadanos inscritos en ellos comenzaran a votar.

### Participación
A lo largo de la jornada se dieron a conocer los datos de participación en las elecciones en dos ocasiones, así como la participación final. La participación comenzó siendo ligeramente superior a las pasadas elecciones y siguió aumentando tras el segundo avance de participación. La cual acabó aumentando casi cinco puntos respecto a las pasadas elecciones.
|  | 40,76 % |

|  | 35,94 % |

|  | 57,55 % |

|  | 52,97 % |

|  | 65,32 % |

|  | 65,70 % |

## Resultados
| ← Elecciones al Parlamento de Cantabria de 2023 → |                                                        |                              |         |         |         |                             |
| Presidente y gobierno | Partido                                                | Candidato                    | Votos   | %       | Escaños | Crecimiento · Decrecimiento |
| - Presidenta: María José Sáenz de Buruaga - Gobierno: PP - Censo: 507 438 - Participación: 331 413 (65,32 %) - Abstención: 176 025 (34,68 %) - Válidos: 324 728 (97,98 %) - A candidatura: 318 919 (98,21 %) | Partido Popular de Cantabria (PP)                      | María José Sáenz de Buruaga  | 116 198 | 35,78 % | 15      | 6                           |
| - Presidenta: María José Sáenz de Buruaga - Gobierno: PP - Censo: 507 438 - Participación: 331 413 (65,32 %) - Abstención: 176 025 (34,68 %) - Válidos: 324 728 (97,98 %) - A candidatura: 318 919 (98,21 %) | Partido Regionalista de Cantabria (P.R.C.)             | Miguel Ángel Revilla Roiz    | 67 523  | 20,79 % | 8       | 6                           |
| - Presidenta: María José Sáenz de Buruaga - Gobierno: PP - Censo: 507 438 - Participación: 331 413 (65,32 %) - Abstención: 176 025 (34,68 %) - Válidos: 324 728 (97,98 %) - A candidatura: 318 919 (98,21 %) | Partido Socialista de Cantabria-PSOE (PSC-PSOE)        | Pablo Zuloaga Martínez       | 66 917  | 20,61 % | 8       | 1                           |
| - Presidenta: María José Sáenz de Buruaga - Gobierno: PP - Censo: 507 438 - Participación: 331 413 (65,32 %) - Abstención: 176 025 (34,68 %) - Válidos: 324 728 (97,98 %) - A candidatura: 318 919 (98,21 %) | Vox (VOX)                                              | Leticia Díaz Rodríguez       | 35 982  | 11,08 % | 4       | 2                           |
| - Presidenta: María José Sáenz de Buruaga - Gobierno: PP - Censo: 507 438 - Participación: 331 413 (65,32 %) - Abstención: 176 025 (34,68 %) - Válidos: 324 728 (97,98 %) - A candidatura: 318 919 (98,21 %) | Podemos - Izquierda Unida (Podemos - IU)               | Mónica Rodero Rodríguez      | 13 395  | 4,12 %  | 0       | Sin cambios                 |
| - Presidenta: María José Sáenz de Buruaga - Gobierno: PP - Censo: 507 438 - Participación: 331 413 (65,32 %) - Abstención: 176 025 (34,68 %) - Válidos: 324 728 (97,98 %) - A candidatura: 318 919 (98,21 %) | Ciudadanos-Partido de la Ciudadanía (Cs)               | Félix Álvarez Palleiro       | 7527    | 2,32 %  | 0       | 3                           |
| - Presidenta: María José Sáenz de Buruaga - Gobierno: PP - Censo: 507 438 - Participación: 331 413 (65,32 %) - Abstención: 176 025 (34,68 %) - Válidos: 324 728 (97,98 %) - A candidatura: 318 919 (98,21 %) | Cantabristas (CANTABRISTAS)                            | Pablo Lobete López           | 5522    | 1,70 %  | 0       | Sin cambios                 |
| - Presidenta: María José Sáenz de Buruaga - Gobierno: PP - Censo: 507 438 - Participación: 331 413 (65,32 %) - Abstención: 176 025 (34,68 %) - Válidos: 324 728 (97,98 %) - A candidatura: 318 919 (98,21 %) | Partido Animalista Con el Medio Ambiente (PACMA)       | Juana Teresa Álvarez Torrús  | 1837    | 0,57 %  | 0       | Sin cambios                 |
| - Presidenta: María José Sáenz de Buruaga - Gobierno: PP - Censo: 507 438 - Participación: 331 413 (65,32 %) - Abstención: 176 025 (34,68 %) - Válidos: 324 728 (97,98 %) - A candidatura: 318 919 (98,21 %) | Verdes Equo (EQUO)                                     | Sergio Peña Fernández        | 1548    | 0,48 %  | 0       | Sin cambios                 |
| - Presidenta: María José Sáenz de Buruaga - Gobierno: PP - Censo: 507 438 - Participación: 331 413 (65,32 %) - Abstención: 176 025 (34,68 %) - Válidos: 324 728 (97,98 %) - A candidatura: 318 919 (98,21 %) | Ola Cantabria (Ola Cantabria)                          | Juan Ramón Carrancio Dulanto | 1125    | 0,35 %  | 0       | Sin cambios                 |
| - Presidenta: María José Sáenz de Buruaga - Gobierno: PP - Censo: 507 438 - Participación: 331 413 (65,32 %) - Abstención: 176 025 (34,68 %) - Válidos: 324 728 (97,98 %) - A candidatura: 318 919 (98,21 %) | Partido Comunista de los Trabajadores de España (PCTE) | Cristina González Vítores    | 757     | 0,23 %  | 0       | Sin cambios                 |
| - Presidenta: María José Sáenz de Buruaga - Gobierno: PP - Censo: 507 438 - Participación: 331 413 (65,32 %) - Abstención: 176 025 (34,68 %) - Válidos: 324 728 (97,98 %) - A candidatura: 318 919 (98,21 %) | Cantabria Distinta (CANTABRIA DISTINTA)                | Carlos Toral Durán           | 588     | 0,18 %  | 0       | Sin cambios                 |
| - Presidenta: María José Sáenz de Buruaga - Gobierno: PP - Censo: 507 438 - Participación: 331 413 (65,32 %) - Abstención: 176 025 (34,68 %) - Válidos: 324 728 (97,98 %) - A candidatura: 318 919 (98,21 %) | En blanco                                              | En blanco                    | 5809    | 1,79 %  | N/A     | N/A                         |
| - Presidenta: María José Sáenz de Buruaga - Gobierno: PP - Censo: 507 438 - Participación: 331 413 (65,32 %) - Abstención: 176 025 (34,68 %) - Válidos: 324 728 (97,98 %) - A candidatura: 318 919 (98,21 %) | Nulos                                                  | Nulos                        | 6685    | N/A     | N/A     | N/A                         |

## Elección e investidura del presidente
La votación para la investidura del Presidente de Cantabria en el Parlamento tuvo el siguiente resultado:
| Resultado de la votación de investidura del presidente de Cantabria Mayoría simple: 15/35 |                                                         |            |    |   |   |   |       |
| Candidato                                                                                 | Fecha                                                   | Voto       |    |   |   |   | Total |
| María José Sáenz de Buruaga (PP)                                                          | 30 de junio de 2023 Mayoría requerida: Absoluta (18/35) | Sí         | 15 |   |   |   | 15/35 |
| María José Sáenz de Buruaga (PP)                                                          | 30 de junio de 2023 Mayoría requerida: Absoluta (18/35) | No         |    |   | 8 | 4 | 12/35 |
| María José Sáenz de Buruaga (PP)                                                          | 30 de junio de 2023 Mayoría requerida: Absoluta (18/35) | Abstención |    | 8 |   |   | 8/35  |
| María José Sáenz de Buruaga (PP)                                                          | 3 de julio de 2023 Mayoría requerida: Simple            | Sí         | 15 |   |   |   | 15/35 |
| María José Sáenz de Buruaga (PP)                                                          | 3 de julio de 2023 Mayoría requerida: Simple            | No         |    |   | 8 | 4 | 12/35 |
| María José Sáenz de Buruaga (PP)                                                          | 3 de julio de 2023 Mayoría requerida: Simple            | Abstención |    | 8 |   |   | 8/35  |